# Damat İbrahim Pascià
Damat İbrahim Pascià (1517 – Belgrado, 10 luglio 1601) è stato un politico e militare ottomano.
Ha ricoperto la carica di gran visir per tre volte (la prima volta dal 4 aprile al 27 ottobre 1596; la seconda volta dal 5 dicembre 1596 al 3 novembre 1597; e per la terza e ultima volta, dal 6 Dal gennaio 1599 al 10 luglio 1601. È conosciuto come il conquistatore di Kanije (odierna Nagykanizsa). 
Il titolo damat ("sposo"), deriva dal fatto di essersi sposato, nel 1586, con Ayşe Sultan, una delle figlie del sultano Murad III, diventando così genero della dinastia ottomana. Da lei ebbe un figlio, Sultanzade Mehmed Bey (morto bambino), e una figlia (morta neonata). Non deve essere confuso né con Pargalı Ibrahim Pascià, illustre gran visir di Solimano il Magnifico, anche lui proveniente dal devşirme e un tempo ritenuto marito di Hatice Sultan (figlia di Selim I e sorella di Solimano), o con Nevşehirli Damat Ibrahim Pascià, che ha ricoperto la carica all'inizio del XVIII secolo durante l'era dei tulipani dell'Impero ottomano.

## Biografia

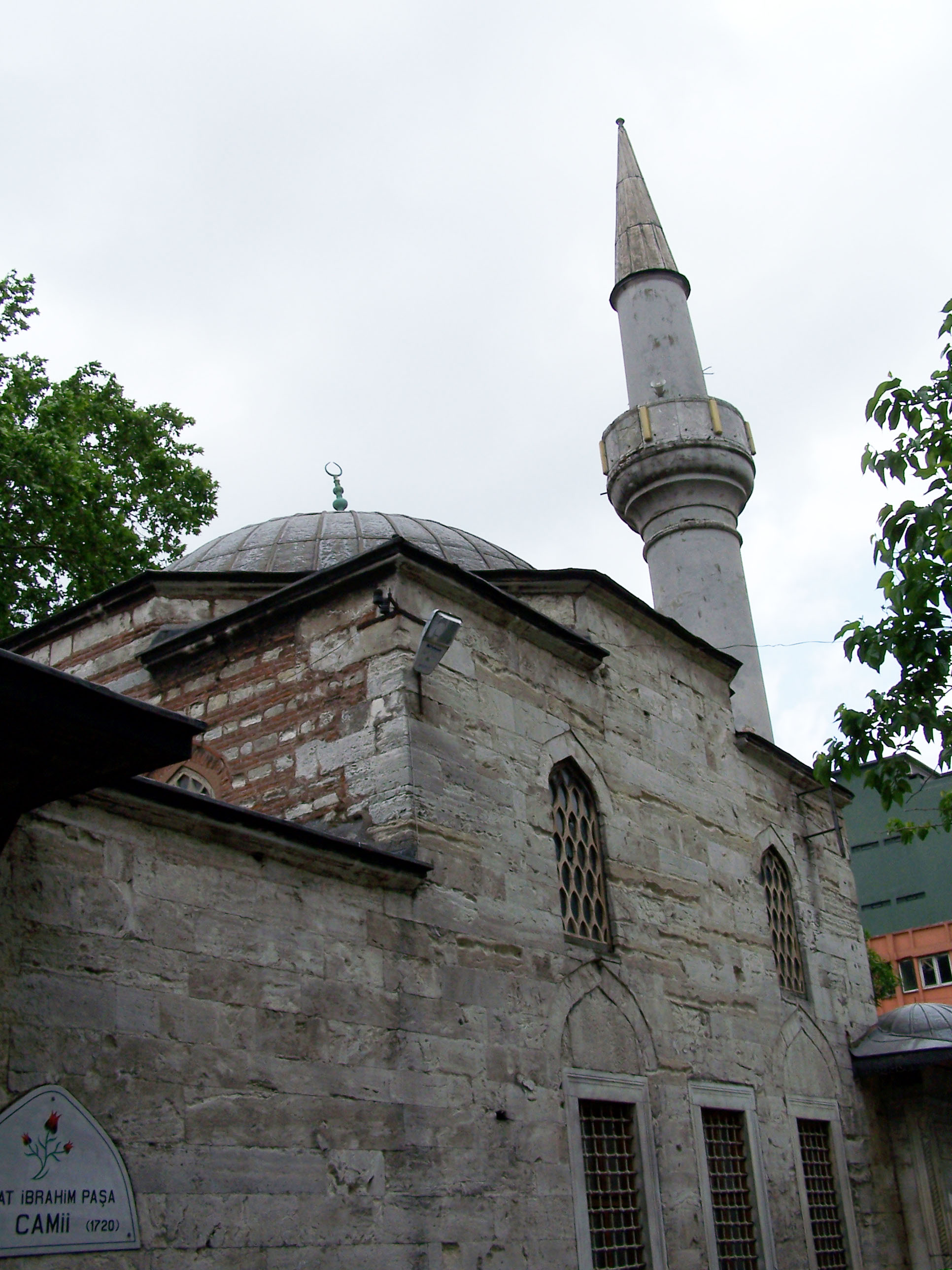
La moschea di Damat Ibrahim Pascià nel distretto di Fatih a Istanbul.

Secondo fonti turche, era "bosniaco o croato" e proveniva dal sistema del Devşirme. Secondo lo storico italiano contemporaneo Giovanni Tommaso Minadoi, Ibrahim Pascià conobbe il vice console veneziano di Aleppo, Chrestefero de Boni, una volta che Ibrahim Pascià scoprì che provenivano entrambi da Ragusa nella odierna Croazia.
Fece carriera in un periodo in cui Sokollu Mehmed Pascià deteneva il potere sia direttamente che indirettamente. Nel 1581, poco dopo la morte di Mehmed Pascià, Ibrahim Pascià sposò Ayşe Sultan, figlia del sultano Murad III e divenne beilerbei (governatore) dell'Egitto. Ma a causa della sua assenza dalla capitale e con la morte di Sokollu Mehmed Pascià, la sua influenza diminuì durante il prosieguo del regno di Murad III.
Tornò sotto il regno di Mehmed III, diventando per la prima volta gran visir nel 1596. Il suo richiamo era dovuto in particolare alla perdita di territori nelle regioni di confine tra l'Impero Ottomano e la monarchia asburgica in Ungheria. Invece che lanciarsi in una azione immediata, si distinse per essere uno statista ordinato, metodico e prudente, preferendo iniziare con una revisione dell'intero sistema amministrativo ottomano, basata sulla preparazione della campagna contro l'Austria. La campagna fu un successo e gli fu concesso il titolo di "conquistatore di Eger" (città a nord-est di Budapest) per il suo sultano, sebbene fosse quello che deteneva il comando effettivo. Poiché preferì il consolidamento della struttura statale e dei guadagni acquisiti piuttosto che inseguire gli austriaci, fu sollevato dalla carica di gran visir, inizialmente per un breve intervallo di quarantacinque giorni alla fine del 1596, e poi per una seconda volta alla fine dell'anno successivo.
Fu richiamato alla carica di Gran Visir nel 1599 a condizione che lanciasse una campagna contro l'Austria. Iniziò la sua campagna fingendo di minacciare Vienna, dirigendosi invece verso Esztergom (conquistata da Solimano il Magnifico nel 1543 e persa nel 1595) ma alla fine trascorse l'inverno a Belgrado. Quindi iniziò a fare pressione sull'Austria attraverso una rotta più meridionale assediando il castello di Kanije. Gli schiavi turchi nel castello fecero esplodere le polveriere, danneggiando gravemente le mura. Ma il castello non si arrese e un esercito di 20.000 soldati comandato da Filippo Emanuele di Lorena arrivò in aiuto degli assediati. Ma l'esercito ottomano alla fine sconfisse entrambi gli eserciti e il castello si arrese. Tiryaki Hasan Pascià fu nominato governatore della città appena conquistata.
Kanije divenne ill centro dei nuovi attacchi ottomani nell'Europa centrale. Nel settembre 1601, un tentativo da parte di un enorme esercito austriaco di riprendere il castello fu sventato dal governatore Tiryaki Hasan Pascià. Damat Ibrahim Pascià morì lo stesso anno. Esztergom fu riconquistata dall'Impero Ottomano nel 1605.